# 锡乌勒河畔阿亚
錫烏勒河畔阿亚（法語：Ayat-sur-Sioule，法語發音：[aja syʁ sjul]）是法国多姆山省的一个市镇，属于里永区。

## 地理
锡乌勒河畔阿亚（46°3'1"N, 2°53'24"E）面积14.2 平方千米，位于法国奥弗涅-罗讷-阿尔卑斯大区多姆山省，该省份为法国中南部省份，北起阿列省接壤，东临卢瓦尔省，南至上盧瓦爾省和康塔爾省，西接科雷兹省和克勒兹省。
与锡乌勒河畔阿亚接壤的市镇（或旧市镇、城区）包括：布洛莱格利斯、莱班新堡、利瑟伊、默纳、讷夫埃格利斯、圣克里斯蒂娜、奥弗涅地区圣热尔韦、圣雷米德布洛。

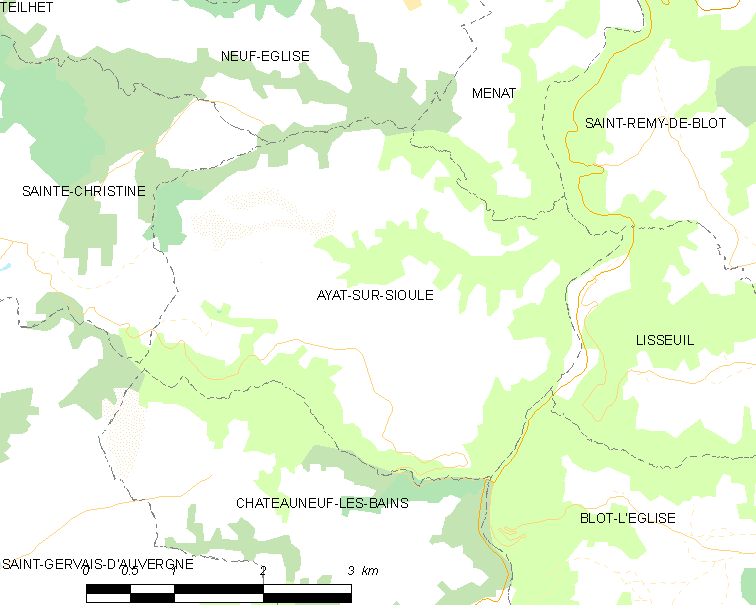
锡乌勒河畔阿亚的OSM定位图

锡乌勒河畔阿亚的时区为UTC+01:00、UTC+02:00（夏令时）。

## 行政
锡乌勒河畔阿亚的邮政编码为63390，INSEE市镇编码为63025。

## 政治
锡乌勒河畔阿亚所属的省级选区为圣埃卢瓦莱米讷县。

## 人口

1962-2008年间锡乌勒河畔阿亚人口变化图示

锡乌勒河畔阿亚于2022年1月1日时的人口数量为134人。